# Domenico Antonio Carella

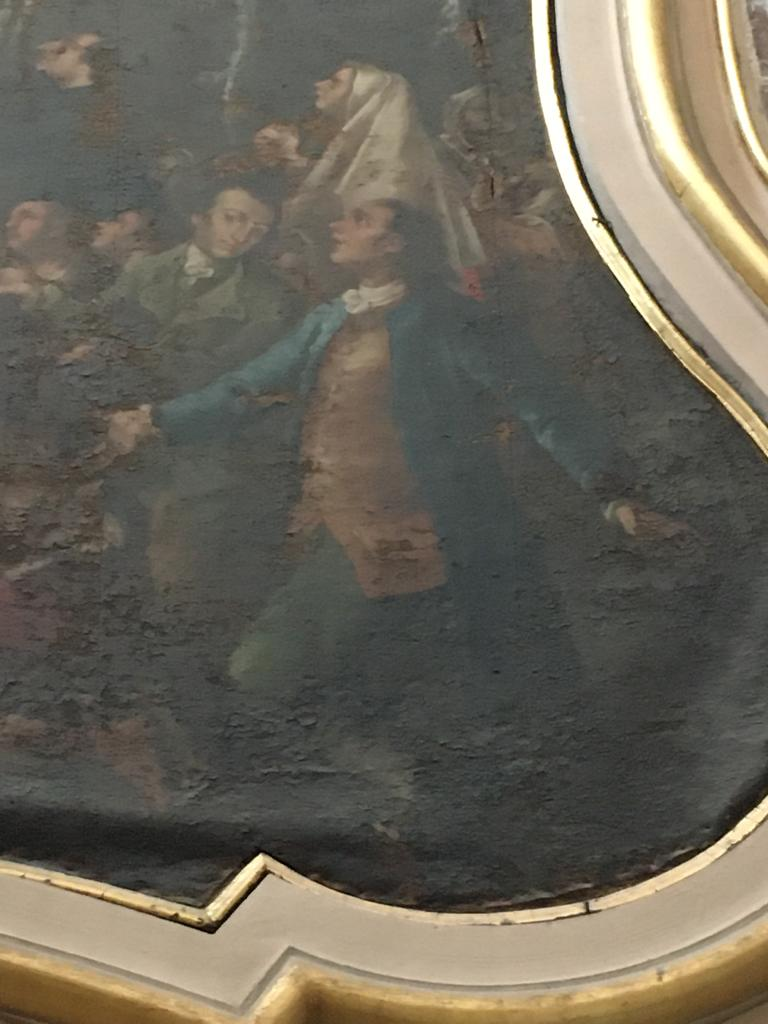
Dettaglio del Miracolo degli Ulivi in cui si è auto-raffigurato Domenico Antonio Carella

Domenico Antonio Carella (Francavilla Fontana, 2 febbraio 1727 – Martina Franca, 23 settembre 1813) è stato un pittore italiano.

## Biografia

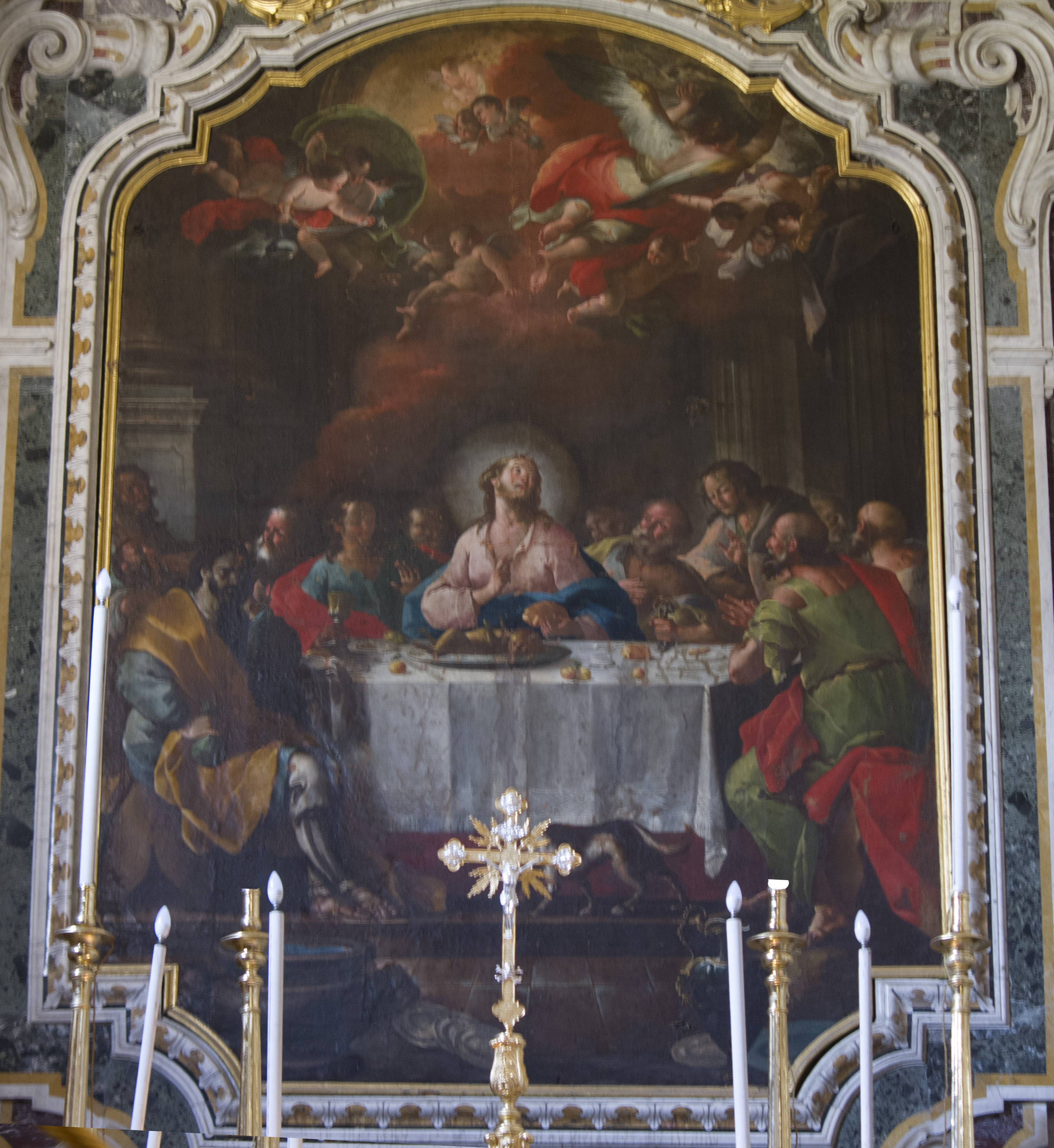
Dipinto dell'Ultima cena, nella chiesa matrice di Francavilla Fontana

Nato a Francavilla, attuale Francavilla Fontana, il 2 febbraio 1727 da Giuseppe Carella e Laura Caroppo, si formò sulla cultura artistica di Francesco Solimena e Pompeo Batoni, si avvicinò ai modi pittorici di Corrado Giaquinto e Luca Giordano. L'8 maggio 1746 sposò Vincenza Maria Dell'Abbate nella sua città natale. Dei suoi figli furono pittori Francesco e Gabriele Settimio.
L'artista operò soprattutto a Martina Franca nella seconda metà del settecento, lavorando per gli affreschi del Palazzo Ducale, del duca Francesco III Caracciolo, nelle tre sale dell'Arcadia, del Mito e della Bibbia, in cui ebbe come collaboratore il figlio Francesco.
Fra gli artisti più stimati e prolifici della Puglia settecentesca, operò maggiormente nell'allora provincia di Terra d'Otranto, in particolar modo nelle odierne zone delle province di Brindisi e Taranto. Domenico Antonio Carella è il rappresentante più noto di una vera e propria dinastia di pittori attiva anche in pieno ottocento. Morì nel 1813.

## Opere

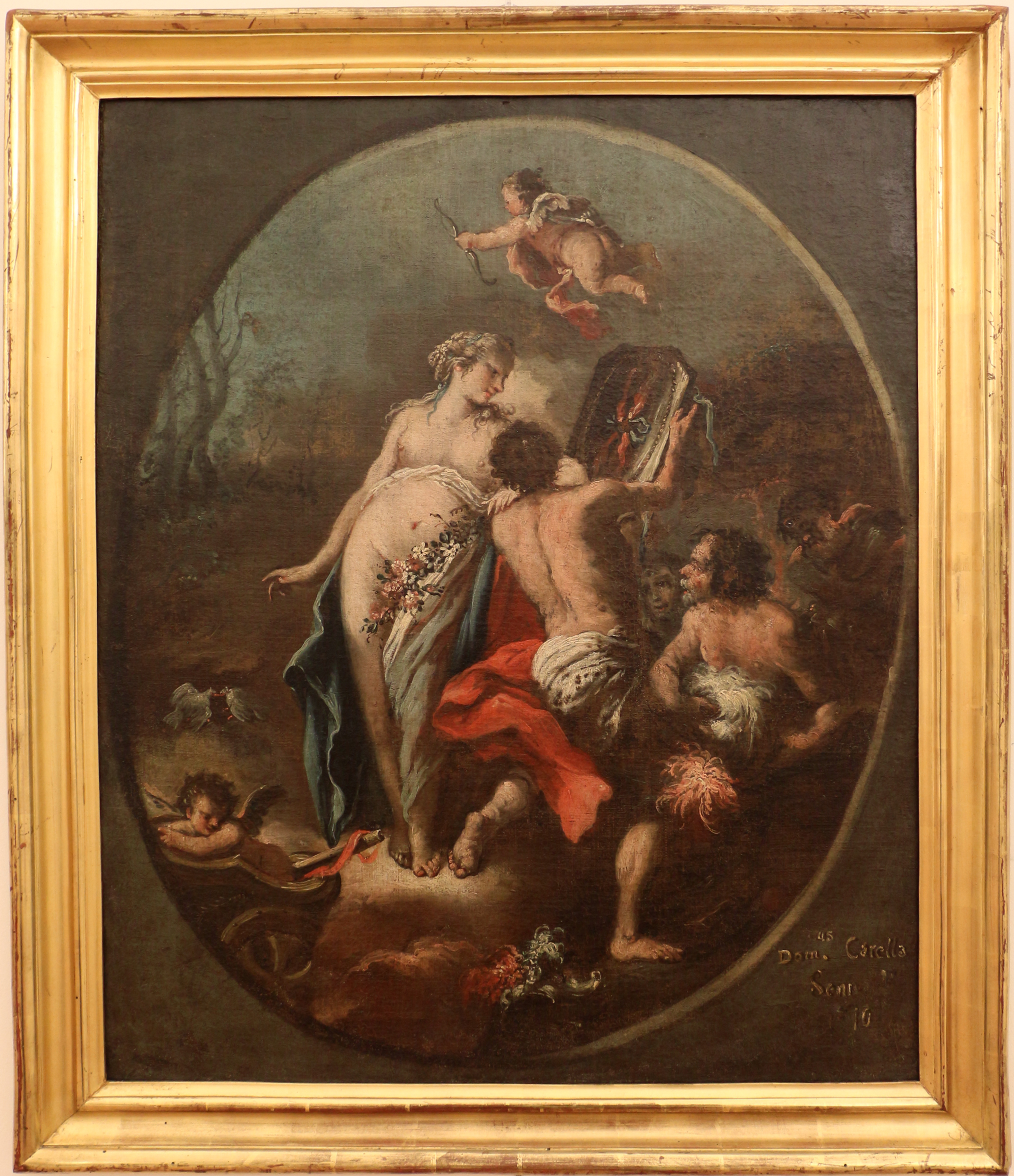
Vulcano mostra a Venere le folgori forgiate, Museo nazionale d'arte medievale e moderna della Basilicata

### Alberobello
Nella Chiesa Madre - Basilica Minore - Santuario - Parrocchia dei SS. MM. Cosma e Damiano, in sacrestia è presente una tela bislungo dell'anno 1807, raffigurante la scena della XII stazione della Via Crucis della "Deposizione di Gesù dalla Croce" e del sesto e penultimo dolore mariano ossia "la Pietà di Maria"; è l'ultima opera del pittore Carella a sei anni prima del suo decesso.
Andria
Nella sacrestia della chiesa di S. Agostino, proveniente dalla chiesa dell'Annunziata, è presente una tela rettangolare con il bordo superiore curvilineo raffigurante l'Annunciazione. La tela è firmata Dom.[eni]cus Carella / F.[ecit] 1768. Fonte http://www.andriarte.it.

### Bari
Nella Pinacoteca metropolitana di Bari si trova Guarigione dello storpio, datato 1766. Originariamente si trovava nella villa San Giuliano presso Terlizzi (Bari), venne donato nel 1957 da De Gemmis.

### Carosino
Nella Chiesa di Santa Maria delle Grazie si trova la tela dell'Incoronazione della Madonna del Rosario, datata 1763.

### Ceglie Messapica

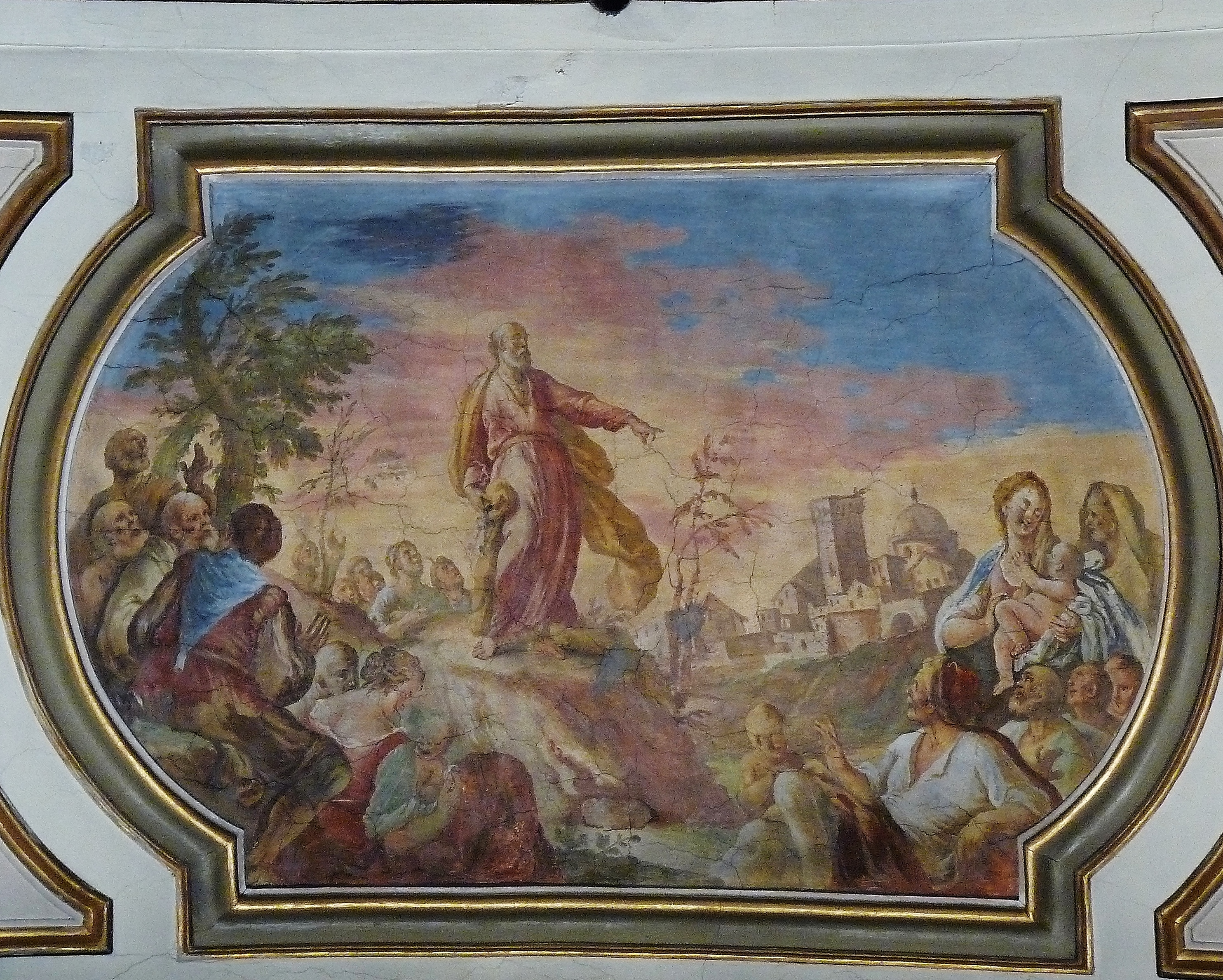
Affresco del Carella nella navata sinistra della Collegiata di Ceglie

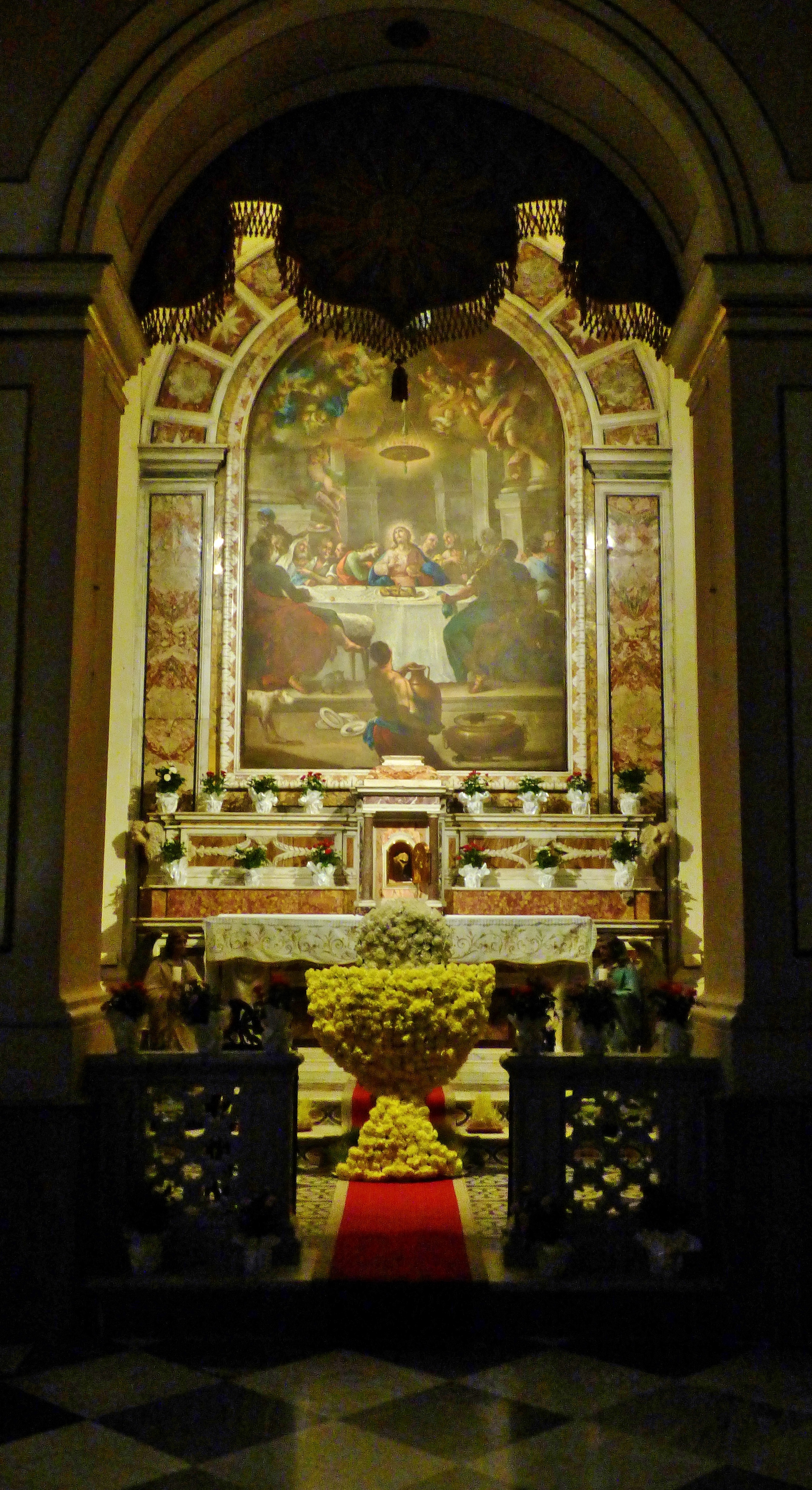
Cappella con lUltima Cena della chiesa madre di Ceglie

Nella Collegiata di Santissima Maria Assunta si trovano vari affreschi e 6 tele.

Le tele databili tra il 1785 e il 1791:
- Madonna con Bambino tra Santi;
- Ultima Cena;
- Sant‘Oronzo patrono della terra d‘Otranto;
- Teodosio Magno, vescovo;
- Natività del Battista;
- Madonna del Carmine tra Santi.

Gli affreschi attribuiti al Carella:
- affresco con scena biblica e immagine prospettica di Ceglie sullo sfondo;
- I quattro Evangelisti;
- Gesù che scaccia i profanatori dal Tempio;
- Davide che suona la cetra;
- San Raffaele e San Michele;
- Scene Bibliche.

Nel Castello ducale un controsoffitto ligneo.

### Copertino
Nella Chiesa di Santa Maria ad Nives è presente la tela del Beato Giuseppe da Copertino in gloria, del 1754.
Nella chiesa collegiata dell'Assunta sono presenti le tele:
- San Giuseppe da Copertino avverte Giovanni Federico di Sassonia-Brunswick;
- San Giuseppe da Copertino in estasi davanti alla principessa Maria di Savoia;
- San Giuseppe da Copertino guarisce dalla follia il cavalier Baldassarre Rossi;
- San Giuseppe da Copertino pianta la croce sul Calvario;
- San Giuseppe da Copertino riceve l'ultima Comunione;
- Il fanciullo Stefano Mattei riacquista la vista pregando sulla tomba di san Giuseppe da Copertino.

### Martina Franca

#### Opere firmate e datate
- Madonna del Rosario con i Santi Domenico e Caterina da Siena, 1762 – Chiesa di San Domenico;
- Sala dedicata all'Asia, 1773 – Palazzo Ducale (mezzanino frontale);
- Cappella ducale, Sala dell'Arcadia, Sala del Mito e Sala della Bibbia, 1776 – Palazzo Ducale;
- Madonna con Bambino fra i Santi Nicola da Tolentino e Tommaso da Villanova, 1777 - Chiesa di Santa Maria della Purità;
- Natività della Vergine, 1777 – Chiesa di Santa Maria della Purità;
- I quattro Evangelisti, 1785 – Basilica di San Martino;
- Ultima cena, 1804 – Basilica di San Martino.

#### Opere attribuite
- Tobiolo e l'Arcangelo Raffaele – Basilica di San Martino;
- Madonna di Costantinopoli – Basilica di San Martino;
- San Michele Arcangelo – Chiesa di Santa Maria della Purità;
- Assunzione – Chiesa di Santa Maria della Purità;
- Tobiolo e l'Arcangelo Raffaele - Chiesa di Santa Maria di Loreto;
- Scene mitologiche - Palazzo Montemurro-Marinosci;
- Morte di Cleopatra, il Giudizio di Paride, il Trionfo di Bacco e Arianna, il Trionfo di Cibele e Diana ed Endimione, 1777 e altare a muro – Palazzo Carucci-Fighera;
- Quattro Evangelisti – Palazzo Magli-Ruggeri;
- Sala decorata scenograficamente – Palazzo Recupero;
- Scene Mitologiche e altare a muro – Palazzo Motolese;
- Assunzione - Masseria Luco.

### Castellaneta
Nella Cattedrale di Castellaneta sono presenti quattro opere firmate e datate di Domenico Carella, ovvero:
- Nozze di Cana, 1797;
- Comunione di San Pietro, 1796;
- I Filistei restituiscono l'Arca al Popolo Eletto, 1802;
- Davide danza davanti all'Arca, 1801.

Oltre a queste, gli sono attribuite tre opere:
- Sacrificio di Isacco;
- San Nicola che resuscita i bambini;
- Ultima Cena, 1796.

### Francavilla Fontana

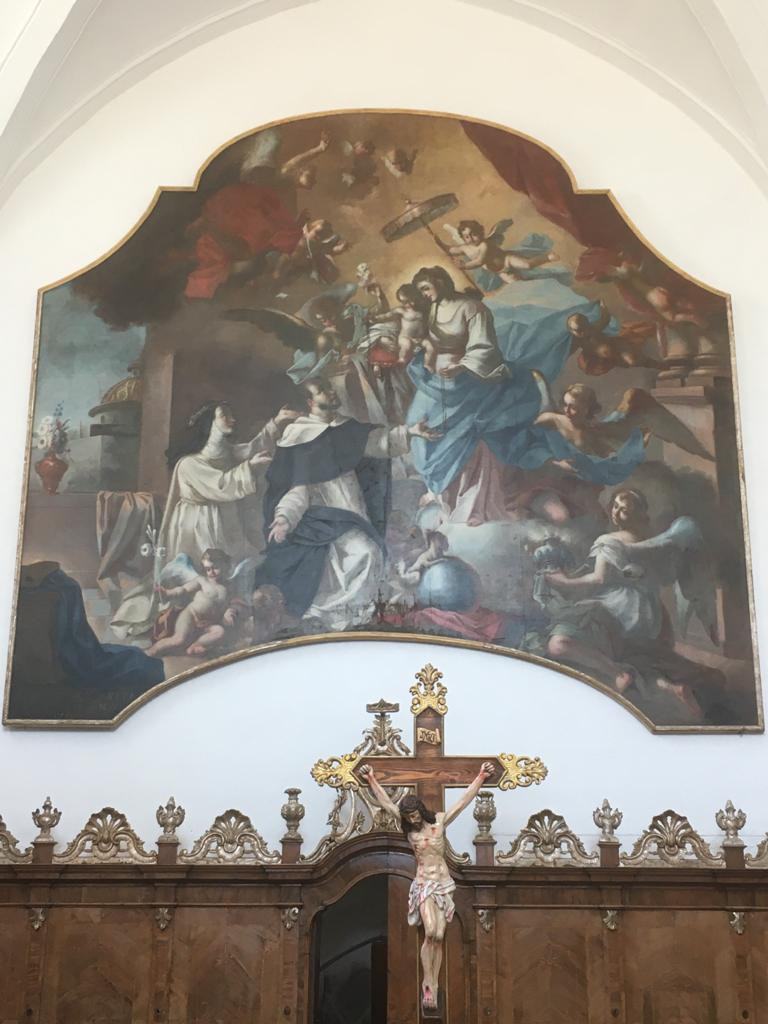
Madonna del Rosario (sulla sinistra si nota la cupola della chiesa matrice)

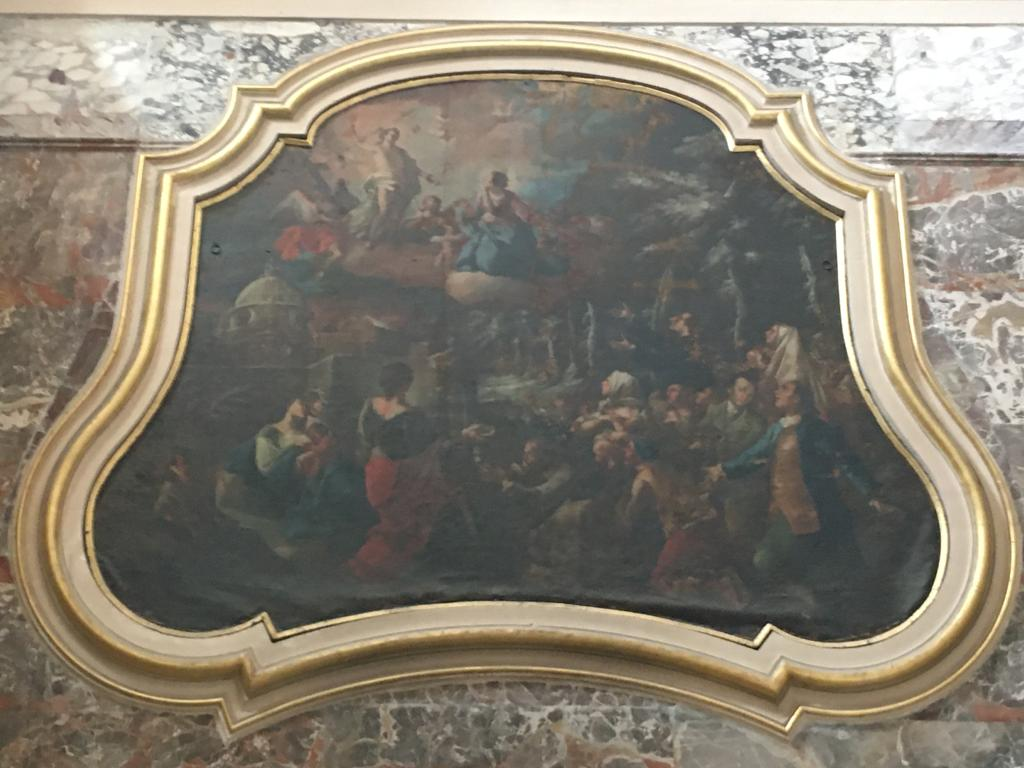
Miracolo degli ulivi, a Francavilla Fontana

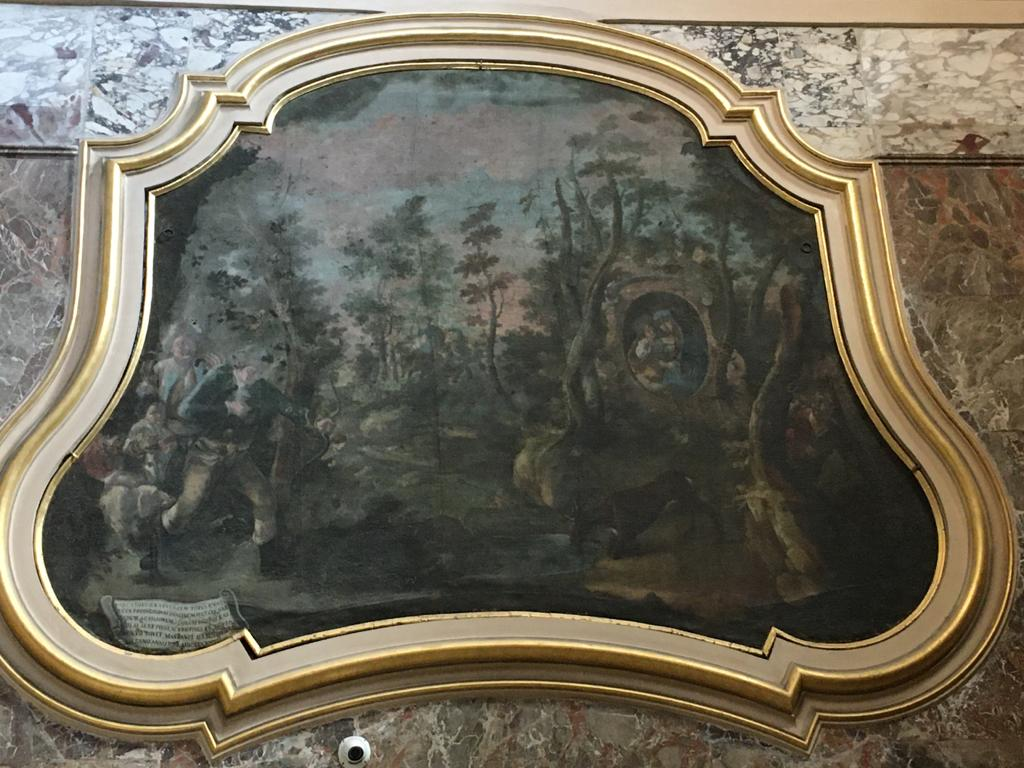
Rinvenimento dell'icona della Madonna della Fontana

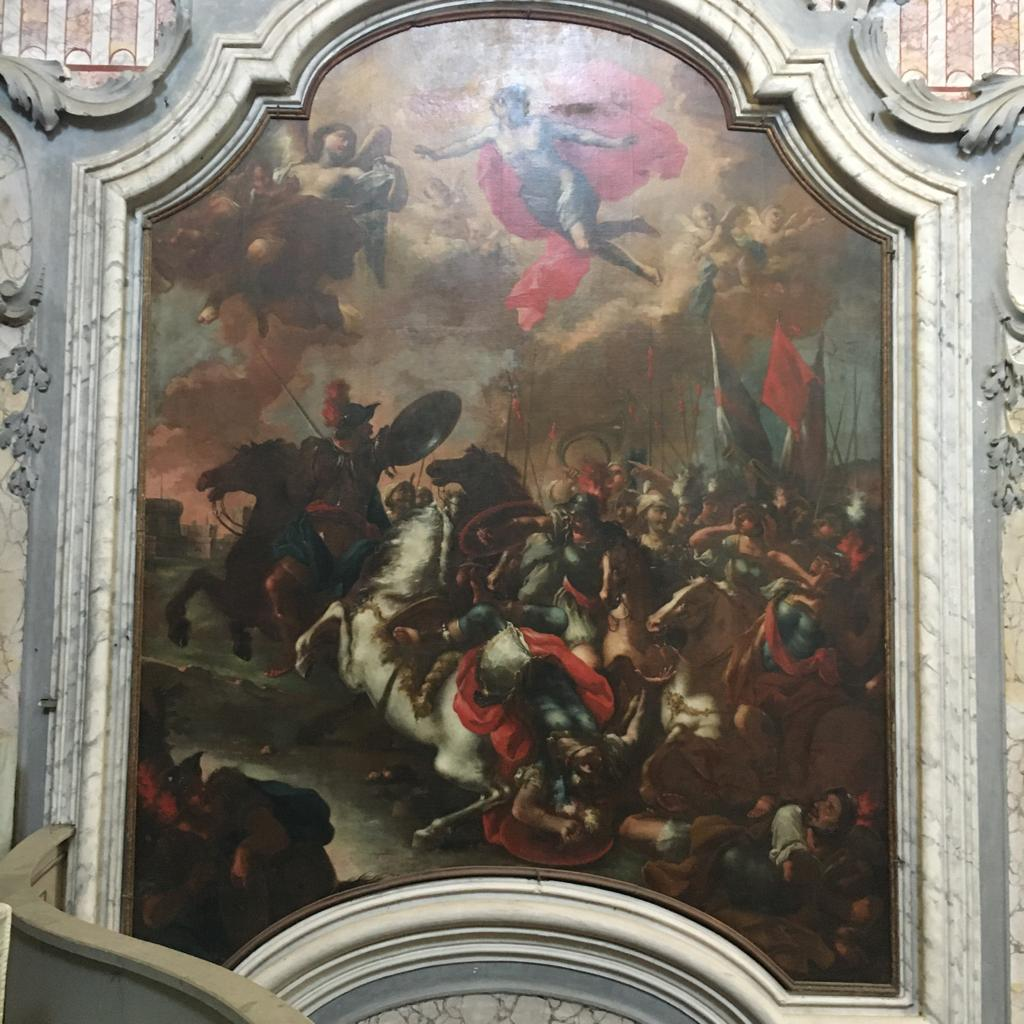
Battaglia di Lepanto, a Francavilla Fontana

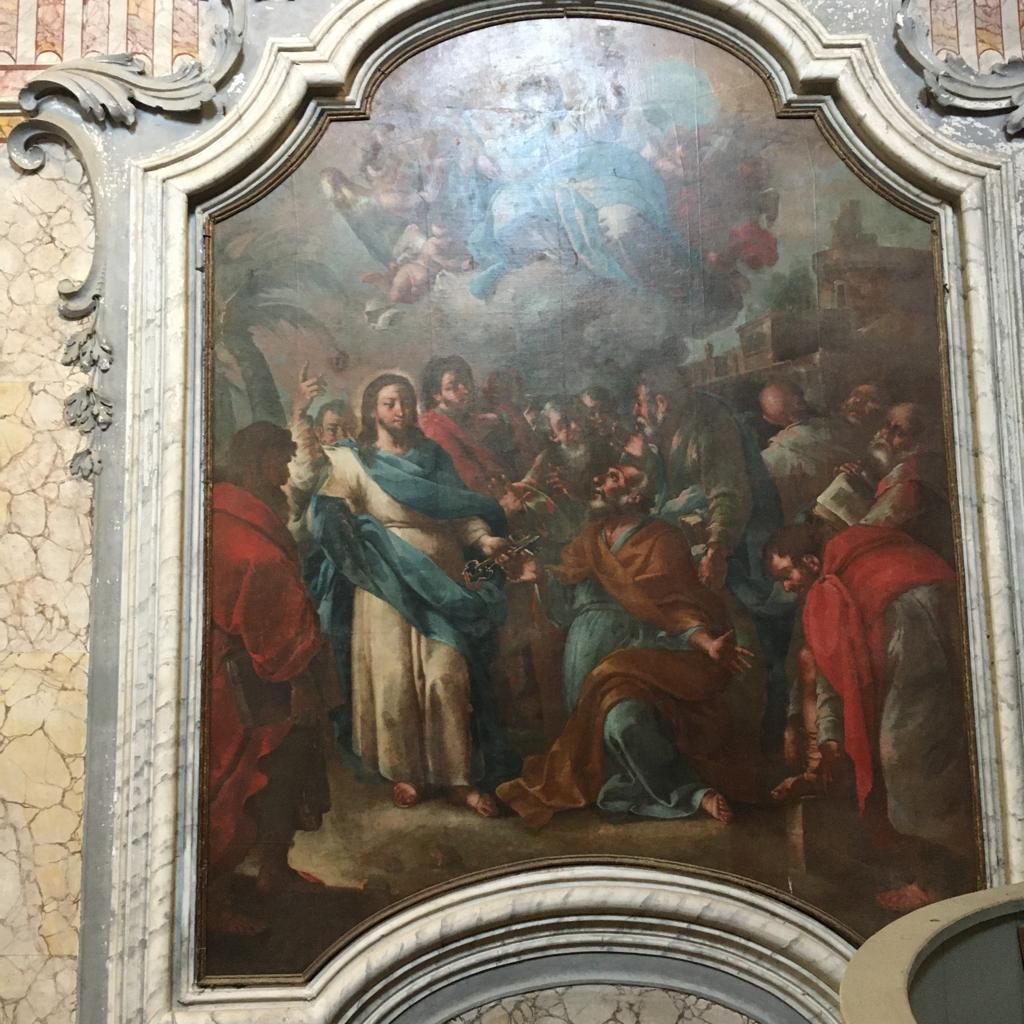
Consegna delle chiavi a San Pietro, a Francavilla Fontana

Nella Chiesa Matrice del Santissimo Rosario sono presenti dieci tele del Carella, ovvero:
- Madonna del Rosario, 1759;
- Il Miracolo degli Ulivi, 1778;
- Il Rinvenimento della Madonna della Fontana, 1778;
- L'Ultima Cena;
- Vergine e Anime del Purgatorio;
- Sacra Famiglia;
- Vergine Maria con san Giovanni Battista e san Lorenzo martire, 1761;
- Melchisedec;
- Consegna delle chiavi;
- Battaglia di Lepanto
- Visione di San Paolo;
- Madonna Passerella;

Chiesa di San Sebastiano
- Madonna col Bambino tra S. Francesco da Paola e San Filippo Neri, 752

### Massafra
Nella chiesa di San Benedetto a Massafra sono presenti otto tele di Domenico Carella, ovvero:
- Battesimo di Gesù, 1764;
- Le nozze di Cana, 1764;
- La deposizione di Gesù dalla croce;
- La visitazione, 1764;
- La presentazione della Vergine al Tempio, 1764;
- Gloria di san Benedetto;
- San Michele Arcangelo;
- Resurrezione;
- Incoronazione della Vergine.

### Mesagne
Nella chiesa madre di Mesagne sono presenti le tele:
- Estasi San Francesco d'Assisi, 1767[3];
- Sant'Antonio da Padova e giovane committente, 1759[4].

### Monopoli
Nella chiesa di San Francesco d'Assisi sono presenti le tele:
- Martirio di cinque santi francescani, 1769
- Trinità con Immacolata, san Francesco d'Assisi e il beato Giuseppe da Copertino

### Mottola
Nella chiesa dell'Immacolata sono presenti due tele di Domenico Carella:
- Immacolata
- San Giuseppe da Copertino in estasi alla presenza dell'Ammiraglio di Castiglia

### Ostuni
Nella chiesa dell'Assunta è presente una tela, attribuita da Michele D'Elia a Domenico Carella, raffigurante la nascita del Battista.

### Palagiano
Nella chiesa madre della SS. Annunziata di Palagiano è presente una tela attribuita a Domenico Carella, raffigurante la Madonna dei Miracoli.

### Putignano
- Santo Andrea d'Avellino (chiesa del Purgatorio anche detta dei Santi Medici) 1775

### Rutigliano
Nella chiesa di San Nicola sono presenti tre tele di Domenico Carella:
- Conversione di Saulo, 1778;
- Consegna delle chiavi a San Pietro, 1778;
- Invenzione della croce, 1778.

### Taranto
- Chiesa di San Pasquale Baylon: Immacolata e Santi Bonaventura e Antonio.
- Museo diocesano: Martirio di Santa Lucia; Flagellazione; Incoronazione di spine.
- Palazzo Pantaleo: Partenza di Enea, 1776.
- Palazzo Stola: Giuseppe e la moglie di Putifarre; il Giudizio di Paride, 1770.

### Terlizzi
- Chiesa dell’Immacolata Concezione: Immacolata Concezione
- Chiesa dei Cappuccini, Madonna delle Grazie.

### Torre Santa Susanna
Nella Chiesa Madre di Torre Santa Susanna sono presenti due tele di Domenico Carella:
- San Michele Arcangelo e le anime del Purgatorio, 1782;
- L'Assunta e Santi Nicola e Susanna, 1782.